# Championnat d'Asie de rugby à sept
Le championnat d'Asie de rugby à sept est une compétition annuelle organisée par Asia Rugby où s'affrontent les équipes nationales asiatiques de rugby à sept. La compétition permet de se qualifier pour les principales compétitions de rugby à sept, coupe du monde, le tournoi de qualification de Hong Kong et aux Jeux olympiques.

## Format
La compétition est composée de plusieurs tournois. Un classement est alors établi. Les pays ayant accueilli un tournoi :
- Chine
- Hong Kong
- Inde
- Corée du Sud
- Malaisie
- Singapour
- Sri Lanka
- Thaïlande

## Palmarès
| Édition | Vainqueur    | Second       | Refs  |
| ------- | ------------ | ------------ | ----- |
| 2009    | Japon        | Corée du Sud | [ 1 ] |
| 2010    | Corée du Sud | Japon        |       |
| 2011    | Japon        | Hong Kong    | [ 2 ] |
| 2012    | Hong Kong    | Japon        | [ 3 ] |
| 2013    | Japon        | Hong Kong    | [ 4 ] |
| 2014    | Hong Kong    | Corée du Sud | [ 5 ] |
| 2015    | Japon        | Hong Kong    | [ 6 ] |
| 2016    | Hong Kong    | Sri Lanka    |       |
| 2017    | Japon        | Hong Kong    |       |
| 2018    | Japon        | Hong Kong    | [ 7 ] |